# Biện hộ học Kitô giáo
Biện hộ học Kitô giáo (tiếng Hy Lạp: ἀπολογία, "bảo vệ ngôn từ"), còn gọi là Biện giáo hoặc Hộ giáo, là một lĩnh vực thần học Kitô giáo trình bày các nền tảng lý tính cho đức tin Kitô giáo, bảo vệ đức tin trước các chống đối.
Biện hộ học Kitô giáo thể hiện dưới nhiều dạng, bắt đầu với sứ đồ Phaolô tới các Giáo phụ như Origênê, Augustinô thành Hippo, Justinus Tử đạo và Tertullianus thời giáo hội sơ khởi, rồi tiếp tục với Thomas Aquinas và Anselm thành Canterbury trong triết học kinh viện. Blaise Pascal thực hiện biện giáo trước Thời kỳ Khai sáng. Vào thời hiện đại, nhiều tác gia dấn thân vào ngành biện hộ học Kitô giáo như G.K. Chesterton và C.S. Lewis, và thời đương đại có thể kể đến các nhân vật như Ravi Zacharias, John Lennox, Doug Wilson, Lee Strobel, Francis Collins, Henry M. Morris, Alister McGrath, Ken Ham, Alvin Plantinga, và William Lane Craig.
Biện hộ học bảo vệ Kitô giáo dựa trên chứng cứ lịch sử, các lý luận triết học cũng như lý lẽ từ các chuyên ngành khác. Biện bác học (còn gọi là minh giáo), nhiều khi đi cùng với biện hộ học, là một nhánh thần học phản bác lại những giáo lý và tư tưởng sai lạc nhất định nào đó.